# 노정 (니가타현)
노정(能生町)은 니가타현 남서 니시쿠비키군에 속했던 정이다. 이토이가와시로의 통근율은 15.9%(2000년 인구 조사).2005년 3월 19일에 이토이가와 시, 아오미 정과 신설 합병했기 때문에 소멸했다.
목차

## 역사
- 1889년 4월 1일 - 정촌제 시행과 함께 니시쿠비키군 노정이 성립하였다.
- 1954년 10월 1일 - 3개의 촌이 합병해 노정이 신설되었다.
- 2005년 3월 19일 - 이토이가와시, 오미정과 합병해 이토이가와시가 신설되어 소멸하였다.

## 교통

### 철도
- 서일본 여객철도
  - 호쿠리쿠 본선

### 도로
- 고속도로
  - 호쿠리쿠 자동차도

- 일반 국도
  - 국도 제8호선